# Тайси (Осака)
Тайси (яп. 太子町 Тайси-тё:) — посёлок в Японии, находящийся в уезде Минамикавати префектуры Осака. Площадь посёлка составляет 14,17 км², население — 13 948 человек (1 августа 2014), плотность населения — 984,33 чел./км².

## Географическое положение
Посёлок расположен на острове Хонсю в префектуре Осака региона Кинки. С ним граничат города Хабикино, Тондабаяси, Касиба, Кацураги и посёлок Канан.

## Население
Население посёлка составляет 13 948 человек (1 августа 2014), а плотность — 984,33 чел./км². Изменение численности населения с 1980 по 2005 годы:
| 1980 | 8741 чел.   |  |
| 1985 | 9996 чел.   |  |
| 1990 | 10 802 чел. |  |
| 1995 | 12 872 чел. |  |
| 2000 | 14 190 чел. |  |
| 2005 | 14 483 чел. |  |

## Символика
Деревом посёлка считается камфорное дерево, цветком — Rhododendron indicum.